# Högsvedens naturreservat
Högsvedens naturreservat är ett naturreservat i Falu kommun i Dalarnas län.
Området är naturskyddat sedan 2019 och är 29 hektar stort. Reservatet ligger vid sydöstra stranden av Sundsjön och består på höjden av en blandskog med äldre tallar och gran, men även med lite lövträd.